# 人民宫 (托迪)
42°46′55″N 12°24′25″E / 42.78204°N 12.40693°E

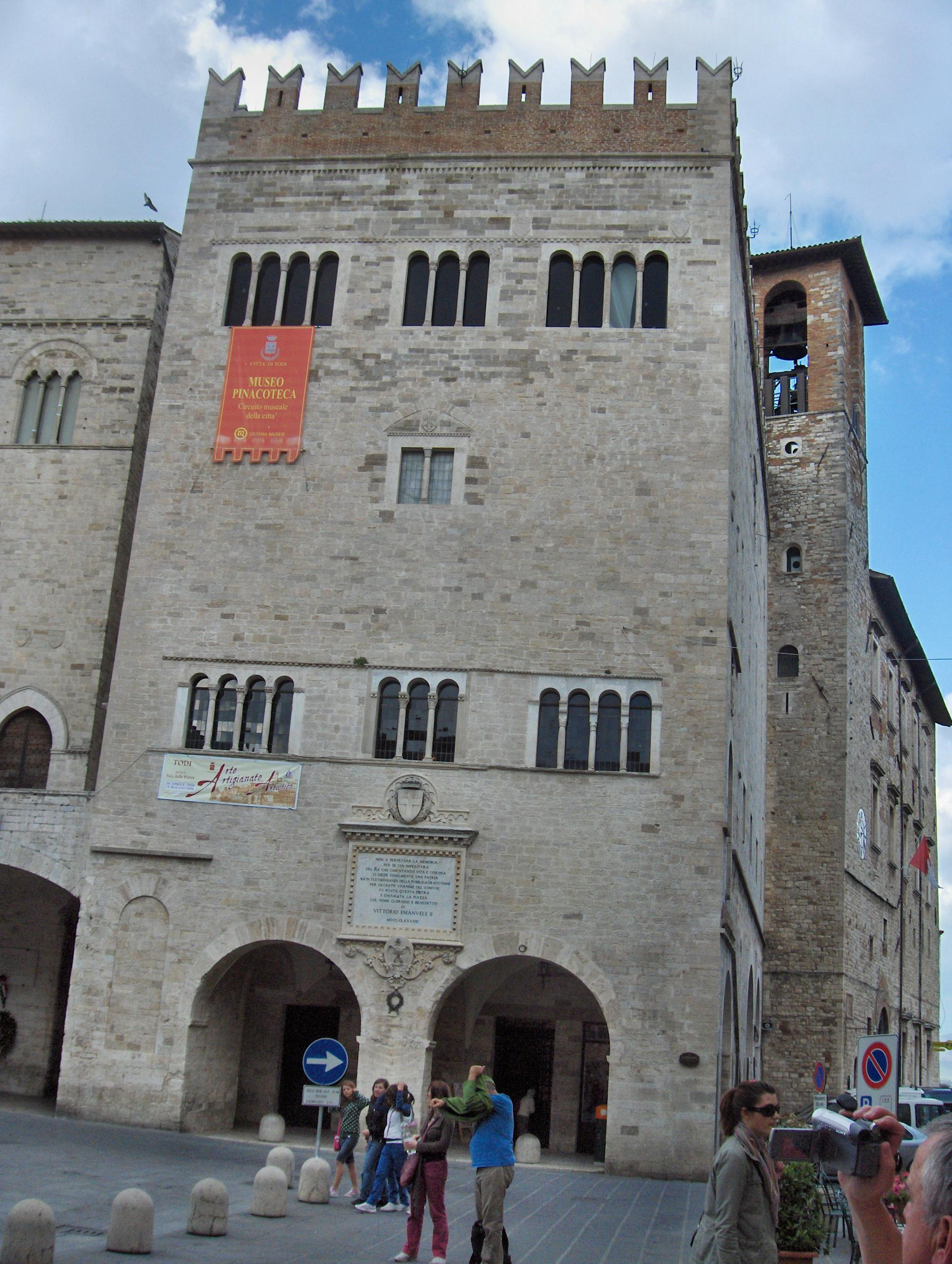
人民宫

人民宫（palazzo del Popolo）是一座历史建筑，位于意大利佩鲁贾省托迪人民广场，伦巴第-哥特风格。1213年向广场延伸。1228年与毗邻的统领宫相连。19世纪末由朱塞佩·萨科尼和图利奥·塞西修复。立面底层设有门廊。钟楼建于1523年。